# Florian Goepfert
Florian Olivier Goepfert (* 9. Juli 1988 in Basel) ist ein Schweizer Handballspieler.
Der 1,90 m große und 85 kg schwere linke Außenspieler spielte zuletzt für den Schweizer Zweitligisten RTV 1879 Basel und lief für die Schweizer Nationalmannschaft auf.

## Karriere
Florian Goepfert spielte bis 2003 für den HBBB Binningen und anschließend für den RTV 1879 Basel. Zur Saison 2010/11 wechselte er zu den Kadetten Schaffhausen, mit denen er 2011, 2012 und 2014 Schweizer Meister sowie 2011 und 2014 SHV-Cupsieger wurde. 2014 kehrte er nach Basel zurück, wo er 2018 seine Profikarriere beendete.
Goepfert bestritt 40 Länderspiele für die Schweizer A-Nationalmannschaft und erzielte 74 Tore. Zuvor durchlief er alle drei Juniorenabteilungen der Schweizer Nationalmannschaft.